# Maria Franca Fissolo
Maria Franca Fissolo (Savigliano, 21 gennaio 1939) è un'imprenditrice italiana, vedova di Michele Ferrero. È tra le donne più ricche d'Italia.

## Biografia
Sposatasi nel 1961, è madre di Pietro e Giovanni Ferrero.